# Warren (Maine)
Pour les articles homonymes, voir Warren.
Warren est une ville américaine située dans le comté de Knox, dans l’État du Maine, sur les rives de la rivière Saint George. Selon le recensement de 2010, sa population s’élève à 4 751 habitants.

## Histoire
Le peuplement de la région a débuté en 1736. Incorporée le 7 novembre 1776, la ville a été nommée en hommage au général Joseph Warren.
De nos jours, elle abrite la prison de l’État.

## Source
- (en) Cet article est partiellement ou en totalité issu de l’article de Wikipédia en anglais intitulé « Warren, Maine » (voir la liste des auteurs).